# L’Âme-Stram-Gram
«L'Âme-Stram-Gram» — песня 1999 года, записанная французской певицей Милен Фармер. Это сингл с её пятого студийного альбома Innamoramento. Сингл был выпущен 9 марта 1999 года. Слова песни были написаны Милен Фармер, музыка — Лораном Бутонна. В музыкальном плане песня имеет техно- и танцевальное звучание, отмечающие изменения в карьере певицы, хотя остальная часть альбома содержит, главным образом, поп-песни. В основе песни лежит детская считалочка. Прежде всего, песня — о доверии, тайне и исповеди, и использует лексическую область психоанализа, однако большое количество каламбуров и двойные смыслы также могут предоставить другое значение, явно несущее сексуальный характер.
Вдохновленный романтической комедией ужасов A Chinese Ghost Story, дорогой восьмиминутный клип был снят гонконгским режиссёром Чэн Сяодуном (Ching Siu-Tung) в Пекине и изображает Милен Фармер и её сестру-близнеца, имеющих сверхъестественные силы. Милен исполнила песню, включив его в три ТВ-шоу, а затем спела её на двух из её последующих турах. Песня продержалась под номером два во Франции и получила статус «серебряного диска», с тиражом 125000 проданных копий. Песня была также в первой десятке хит-парадов в Бельгии (Валлония).

## История создания
По состоянию на январь 1999 года, Милен Фармер не появлялась на телевидении более полутора лет, последнее время она занималась выпуском «live» сингла с альбома Live à Bercy. В то время ходили слухи, что возвращение певицы было неизбежным. Эти слухи были неверны. Однако, в начале февраля, радиостанция NRJ запустила в эфир новый сингл Милен Фармер, под названием «L'Âme-Stram-Gram». Эта техно-баллада отразила значительные перемены в музыкальном творчестве Милен Фармер. По словам Фармер, выбор данной песни был сделан случайно, как она сказала в интервью:. «Это произошло так: Лоран написал музыку, и я признала, что это определенно то, чего я хочу, нечто ритмичное, ненавязчиво легкое».
Буклеты с синглом были выпущены ограниченным тиражом, 2 и 6 марта, соответственно. Обложка сингла сделана итальянским фотографом Марино Паризотто. На обложке он изобразил Милен Фармер в синей вуали.

## Стихи и музыка
«L'Âme-Stram-Gram», слова которой были написаны в Милане, имеет техно-звучание и приглушенный вокал, делающие песню более «неземной». В музыкальном сопровождении используется больше синтезаторов и бас-гитары, чем в песнях с предыдущего альбома, Anamorphosée; однако песня выделялась из всех представленных в альбоме «Innamoramento». Песня имеет восточный мотив.
Лирика песни является олицетворением занятия сексом, детства и психоанализа. Она содержит множество эротических каламбуров, которые были заимствованы из работ Маркиза де Сада: «J’ouïs tout ce que tu confesses / Et l’essaim scande l’ivresse», «J’ouïs tout ce que tu susurres / L’essaim bat la mesure», «Immisce et glisse l’abdomen / Dans l’orifice à moi», «L'âme-stram-gram, pique-moi dans l'âme / Bourrée bourrée de nœuds mâles / L'âme-stram-gram pique dames». Звуки ассоциирующиеся с оргазмом, женскими половыми органами («влагалище», «ягодицы», «грудь») и сексуальным проникновением. Песня также отсылает к детскому стишку «Eeny, meeny, miny, moe» — считалке на выбывание из круга, и к элементам психоанализа Зигмунда Фрейда («Эдипов комплекс»). В апреле 1999 года в интервью Фармер объяснила это так: «Я пыталась выразить идею доверия, тайны, исповеди, идею двойника. Того, кому можно рассказать всё». Психолог Хьюго Ройер сказал, что песня напоминает «удовольствие во всех его формах и рассматривается как выход из положения», со «множеством зашифрованных каламбуров», говорит о «многих забавных сексуальных экспериментах».

## Видеоклип
Видео длительностью (7:50) — (4:42) в сокращённой версии снималось в течение пяти дней и четырёх ночей, однако Милен провела ещё две недели в Китае для контроля за производством клипа. Как и большинство других видео певицы, этот клип был издан студией «Stuffed Monkey». Сценарий, написанный Милен Фармер, основан на китайской легенде и китайском сериале «История Духа», снятом режиссёром Цзином. Постановка была сделана чрезвычайно тщательно, и кадры были очень эстетичны. На производство видео был выделен бюджет приблизительно в 900,000 евро, средства ушли на строительство декораций, включая реконструкцию Великой китайской стены и использование цифровых спецэффектов. Несмотря на низкую температуру во время съёмок, Фармер не носила футболку под костюмом и большинство трюков исполнила самостоятельно. Она объяснила: «Мы много работали, иногда по двадцать часов без перерыва. Погодные условия были трудными. Я постоянно меняла костюмы. Но, в целом, было потрясающе, и это самое главное». Валери Бони (Valérie Bony), танцовщица, которую можно увидеть на концертных видео Милен, сыграла её сестру-близнеца. Хотя песня и рассматривает вопросы сексуальности, в видео нет сцен сексуального характера.

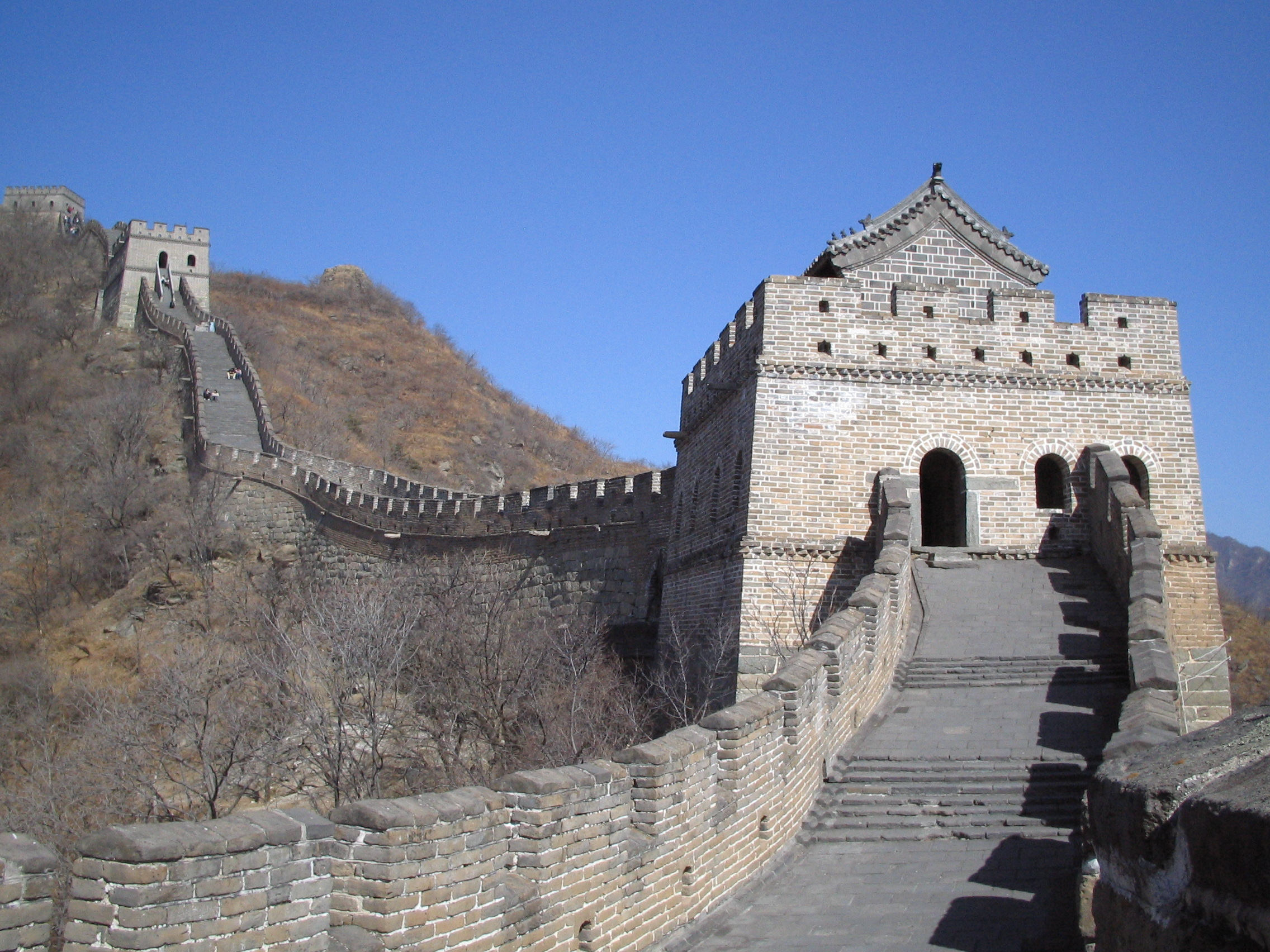
В клипе использовалась копия Великой китайской стены, которая оправдала его высокую стоимость.

### Сюжет клипа
В начале клипа показаны
девушки-близнецы, одетые в лиловые халаты с фиолетовыми вуалями, смеющиеся и играющие вдвоем
среди пастельных занавесей.
Внезапно в степи появляется отряд китайских конных разбойников.
Сёстры, застигнутые врасплох, выпускают свои длинные языки, при соприкосновении
которых создается мощный магический разряд. В результате этого некоторые всадники выпадают из седел. Тем не менее, разбойникам удается
похитить одну сестру и ударом дубинки по голове сбить с ног другую, вследствие чего та теряет сознание. Похищенную сестру бандиты привозят в
огромную конюшню, где они пытали пленных, и начинают издеваться над ней. Вторая
сестра-близнец спешит спасти её, несмотря на то, что ранена и истощена. На подъеме
длинной лестницы, ведущей к занятым разбойниками владениям, она теряет силы,
падает и умирает. Её душа покидает тело и летит на помощь сестре. Близнецы творят
чудеса ещё раз и, расправившись с врагами, убегают. Затем они играют в воздухе
при полной луне, однако с рассветом душа умершей сестры исчезает в небе. Тоскуя
по близнецу, другая сестра бросается вниз с Великой китайской стены, чтобы быть
навечно вместе в загробной жизни.
В конце мы видим души
сестёр в белых одеяниях. Взявшись за руки, они поднимаются к небесам.

## Живое исполнение
В 1999 году в поддержку сингла Милен Фармер исполнила песню на трех телевизионных шоу: Les Années tubes (2 апреля, TF1), Hit Machine (17 апреля M6) и Tapis Rouge (24 апреля, France 2). При исполнении песни она выступала с танцорами. Также можно заметить новую прическу (локоны) Милен.
В том же году L'Âme-Stram-Gram была исполнена в рамках Mylenium Tour с энергичным, испано-ориентированным танцем, и позже включена в концертные альбом и DVD Mylenium Tour. Во время исполнения Милен была одета в жёлтые пиратские штаны, плотную куртку и оранжевые туфли на высоком каблуке, танцоры были в похожих костюмах. Они исполняли тот же танец, что и на телевидении. Песня также исполнялась и в рамках Tour 2009 в сильно переработанной версии, с более современным и жестким звучанием, в которой Фармер и её танцоры, одетые в обтягивающие костюмы, изображающие человеческую мускулатуру, исполняли тот же танец. Психолог Ройер Хьюго квалифицировал эту хореографию, как «дикую».

## Место в чартах
На французском Singles Chart, «L'Âme-Stram-Gram» дебютировал под вторым номером 13 марта 1999 года, за хитом Larusso «Ту m’oublieras». По мнению французского эксперта чартов Элиа Хабиба, в то время многие люди думали, что Милен Фармер сможет стать первой исполнительницей, чьи синглы с четырёх студийных альбомов стали «номером один» («Pourvu qu’elles soient Douces» из альбома «Ainsi Soit Jе …», «Désenchantée» из альбома «L’Autre …», и «XXL» из альбома «Anamorphosée»). Несмотря на все трудности, сингл упал в течение следующих недель и оставался в первой десятке в течение четырёх недель, в топ-50 на десятом месте, и в чарте в течение шестнадцати недель. Сингл был удостоен статуса серебряного диска от Syndicat National de l'Édition Phonographique 15 декабря 1999 года и занял номер 58 в годовом чарте синглов.
В Бельгии (Валлония), сингл продержался на «Ultratop 40» тринадцать недель. Он стартовал 20 марта под номером № 22, через неделю он достиг девятой строчки. Тогда он терял позицию медленно, и в конечном итоге стал самым продаваемым синглом с альбома «Innamoramento» в стране.

## Формат и длительность трека
- CD single[8]

| №  | Название                            | Длительность |
| -- | ----------------------------------- | ------------ |
| 1. | «L'Âme-stram-gram» (single version) | 4:16         |
| 2. | «L'Âme-stram-gram» (instrumental)   | 4:20         |

- CD maxi — Digipack / CD maxi — Crystal case — Germany[9][10]

| №  | Название                                             | Длительность |
| -- | ---------------------------------------------------- | ------------ |
| 1. | «L'Âme-stram-gram» (single version)                  | 4:20         |
| 2. | «L'Âme-stram-gram» (Perky Park pique dames club mix) | 6:35         |
| 3. | «L'Âme-stram-gram» (Perky Park pique d'âme club mix) | 6:50         |
| 4. | «L'Âme-stram-gram» (Lady Bee by Lady B's remix)      | 6:25         |

- 12" maxi / 12" maxi — Promo[11][12]

| №  | Название                                             | Длительность |
| -- | ---------------------------------------------------- | ------------ |
| 1. | «L'Âme-stram-gram» (Perky Park pique dames club mix) | 6:35         |
| 2. | «L'Âme-stram-gram» (single version)                  | 4:20         |
| 3. | «L'Âme-stram-gram» (Perky Park pique d'âme club mix) | 6:50         |
| 4. | «L'Âme-stram-gram» (Lady Bee by Lady B's remix)      | 6:25         |

- CD single — Promo / CD single — Promo — Luxurious envelope — Limited edition (200)[13][14]

| №  | Название                            | Длительность |
| -- | ----------------------------------- | ------------ |
| 1. | «L'Âme-stram-gram» (single version) | 4:12         |

- VHS — Promo[15]

| №  | Название                   | Длительность |
| -- | -------------------------- | ------------ |
| 1. | «L'Âme-stram-gram» (video) | 7:50         |

## Создатели
Здесь отображены участники, работавшие над созданием сингла:
- Mylène Farmer — стихи
- Laurent Boutonnat — музыка
- Requiem Publishing — издание
- Polydor — звукозаписывающая компания
- Marino Parisotto Vay — фото
- Henry Neu / Com’N.B — дизайн

## Место в чартах и продажи
| Чарт (1999)                      | Наивысшая позиция |
| -------------------------------- | ----------------- |
| Belgian (Wallonia) Singles Chart | 9                 |
| French SNEP Singles Chart        | 2                 |

| Чарт (1999)                      | Позиция |
| -------------------------------- | ------- |
| Belgian (Wallonia) Singles Chart | 53      |
| French Singles Chart             | 58      |

### Награды и продажи
| Страна  | Статус  | Продажи                                |
| ------- | ------- | -------------------------------------- |
| Франция | серебро | 100,000+ — 125,000 — 150,000 — 220,000 |

## Релизы
| Регион                      | Дата         | Формат                               |
| --------------------------- | ------------ | ------------------------------------ |
| Франция, Бельгия, Швейцария | Февраль 1999 | Promo 12" maxi, Promo CD single, VHS |
| Франция, Бельгия, Швейцария | 9 марта 1999 | CD single, CD maxi, 12" maxi         |
| Германия                    | июнь 1999    | CD maxi                              |